# Station Skawina Zachodnia
Station Skawina Zachodnia is een spoorwegstation in de Poolse plaats Skawina.